# Therese Krüger
Therese Krüger (* 13. März 1867; † 2. Juni 1944) war eine deutsche literarische Übersetzerin aus dem Dänischen und dem Französischen mit den Wirkungsorten Kopenhagen, Paris und Berlin.

## Leben und Wirken
Sie übersetzte bekannte Werke des Fin de Siècle und der Decadence, wie etwa die von Octave Mirbeau und Herman Bang, mit dem sie auch persönlich bekannt war und den sie mit Lou Andreas-Salomé bekannt machte. In Paris wohnten Krüger und Salomé 1894 gemeinsam in einem Hotel in der Rue Monsigny, wo sie Salomé der Pariser Avantgarde vorstellte, mit der sie bestens vernetzt war, darunter auch der Verleger Albert Langen sowie Knut Hamsun.

## Übersetzungen (Auswahl)
- Ellen Key: Mißbrauchte Frauenkraft (1898), 3. Auflage, Berlin 1905.
- Octave Mirbeau: Le Calvaire (1886) (Ein Golgotha – Roman auf dem Jahre 1870/1871, Verlag Langen 1896).
- Herman Bang: Das weiße Haus. Edition Henricus, Berlin 2021, ISBN 978-3-7437-3966-6 (EA Berlin 1910).
- Verner von Heidenstam: Karolinerna (1897/1898): Karl der Zwölfte und seine Krieger.

## Adaptionen und Bearbeitungen
- Amalie Skram: Agnete. Drama in drei Acten. Übersetzt von Otto Erich Hartleben. Für die deutsche Bühne bearbeitet von Therese Krüger und OEH. Berlin 1895.